# 印第安克里克鎮區 (安德森縣)
印第安克里克鎮區（英語：Indian Creek Township）為位在美國堪薩斯州安德森縣的鎮區。2010年美国人口普查中該鎮區人口有127人。該鎮區於1873年設立。

## 地理
印第安克里克鎮區涵蓋面積125.2平方（48.3平方英里），境內無城鎮設立。
該鎮區有小印第安溪（Little Indian Creek）等溪流通過。

## 人口統計
根據2010年美國人口普查，印第安克里克鎮區人口有127人，人口密度為1.01人/平方公里。種族組成方面，98.43%為白人；0%為非裔美洲人；0%為美洲原住民；0%為亞洲人；0%為太平洋島民；0%為來自其他種族；另外有1.57%來自兩個或以上的種族。而西班牙裔美國人或拉丁美洲人等其他族裔佔該鎮區人口的0%。

## 外部連結
- USGS Geographic Names Information System (GNIS)（页面存档备份，存于）
- US-Counties.com
- City-Data.com （页面存档备份，存于）